# Frederick Zugibe
Frederick Thomas Zugibe (28 mai 1928 - 6 septembre 2013) est un expert américain en médecine légale.
Professeur de pathologie à l'université Columbia et médecin légiste dans le comté de Rockland de l'État de New York de 1969 à 2002, il a consacré une grande partie de sa carrière à tenter d'expliquer les causes du décès par crucifiement. Il s'est livré à de nombreuses expériences avec, non pas un cadavre ou des bras amputés comme le chirurgien Pierre Barbet, mais avec des volontaires portant des gants en cuir simulant le cloutage des mains. Il est ainsi connu pour ses travaux et ses livres sur la médecine légale, la crucifixion et le suaire de Turin. Il a aussi examiné le matériau du miracle eucharistique de Buenos Aires.

## Publications
- (en) Dissecting Death: Secrets of a Medical Examiner, 2006
- (en) The Crucifixion of Jesus: A Forensic Inquiry, 2005
- (en) The Cross and the Shroud: A Medical Inquiry into the Crucifixion, 1998
- (en) 14 Days to a Healthy Heart, 1986
- (en) Diagnostic Histochemistry, 1970

## Banques de données, dictionnaires et encyclopédies
- Ressource relative à l'audiovisuel :   - IMDb
- Notices d'autorité :   - VIAF
  - ISNI
  - IdRef
  - LCCN
  - Pays-Bas
  - Israël
  - Australie
  - Norvège
  - Brésil
  - WorldCat